# Кушакевич Павло Федорович
Павло́ Фе́дорович Кушаке́вич (09.09.1835-1919) — ніжинський міський голова (30.07.1881-17.03.1899 рр.).

## Біографія
Народився у с. Володьковій Дівиці в родині настоятеля Богоявленської церкви священика Федора Федоровича Кушакевича і його дружини Анни Василівни. 11 липня 1857 р. закінчив Чернігівську духовну семінарію. 2 травня 1859 р. вступив на службу до Санкт-Петербурзького цивільного надвірного суду, де за два роки отримав чин колезького реєстратора та посаду помічника столоначальника. Відповідно до прохання постановою Санкт-Петербурзького губернського правління від 27 лютого 1862 р. звільнений від служби за домашніми обставинами. Після повернення до Ніжина протягом 1878—1917 рр. обіймав посаду почесного мирового судді по Ніжинському повіту. «Высочайшим повелением» від 13 січня 1878 р. затверджений довічно головою Попечительської ради Ніжинської жіночої прогімназії (згодом — гімназії) імені Пелагії Іванівни Кушакевич.

## Діяльність на посаді міського голови
30 липня 1881 р. обирається Ніжинським міським головою. 1892 р. у Ніжині з'являються перші телефони, встановлені управою для службового зв'язку між вокзалом Курсько-Київської залізниці та його конторою, що знаходилася на Мільйонній вулиці (сучасна Овдіївська). 1894 р. відкрито школу для дівчаток бідних євреїв під назвою «Толмуд-Торе». 1 липня 1895 р. на пожертви його дядька Андрія Кушакевича було засноване ремісниче училище (нині Ніжинський агротехнічний інститут). Влаштована кам'яна мостова — під'їзний шлях до ніжинської станції на Курсько-Київській залізниці, побудовано новий сквер на Богдано-Хмельницькій площі (тоді Миколаївській, а нині Шевченківський парк), облаштовано дві будівлі міських приходських училищ, відкрито школу садівництва. Проведена розбудова та покращені майданчики для проведення ярмарків.
1890 р. управа прийняла резолюцію, у якій повідомлялося про придбання хімічних речовин для дезінфекції хвороб дифтерії та віспи. Цього ж року до управи надійшло прохання від лікаря Розенгарта, у якій він просив отримати довіреність на закупівлю в Берліні рідини Коха для Ніжина. Для підтримки вулиць у гарному стані, встановлено чіткі норми та терміни чистки від снігу, мощення її камінням. Визначено конкретні місця для звалу нечистот, визначено, якою повинна бути якість водостічних труб. Видано обов'язкові правила для перукарень Ніжина. Затверджені правила для скотобієнь.

## Нагороди
1 січня 1916 р. наданий чин дійсного статського радника. Нагороджено орденами Св. Анни ІІ ступеня, Св. Володимира IV ступеня, Св. Станіслава ІІ ступеня і срібною медаллю в пам'ять царювання імператора Олександра ІІІ.

## Сім'я
Дружина — дочка титулярного радника Єлизавета Дмитрівна Луговикова. Дітей не мали.